# مارک وود (بازیگر)

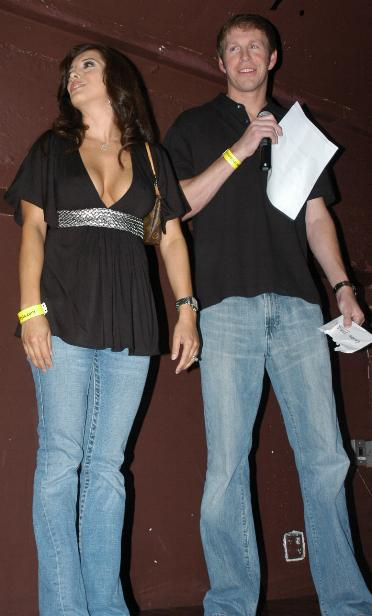
وود و همسرش در ۲۰۰۷ جوایز XRCO

مارک وود (انگلیسی: Mark Wood؛ زاده ۶ ژوئن ۱۹۶۸) بازیگر پورنوگرافی اهل ایالات متحده آمریکا است.